# Condado de Jones (Geórgia)
O Condado de Jones é um dos 159 condados do Estado americano de Geórgia. A sede do condado é Gray, e sua maior cidade é Gray. O condado possui uma área de 1 024 km², uma população de 23 639 habitantes, e uma densidade populacional de 23 hab/km² (segundo o censo nacional de 2000). O condado foi fundado em 10 de dezembro de 1807.